# Cali Amaral
Antonio Carlos Moreira do Amaral, mais conhecido como Cali Amaral (Baependi, 13 de junho. de 1963), é uma técnico de triathlon brasileiro. Popularmente conhecido no mundo esportivo como professor Cali, ou coach Cali Triathlon. 
Cali foi um futebolista brasileiro que jogou na Ferroviária, mas após uma contusão do joelho se dedicou aos estudos na UFSCAR, e passou a atuar como treinador de natação de 1988 a 1996 onde foi técnico do São Carlos Clube, e treinou o nadador Gustavo Borges.
Após anos na natação, Cali migrou para o Triatlo, onde formou atletas como Carla Moreno, medalhista de Prata em Winnipeg 1999 e Reinaldo Colucci medalha de ouro nos jogos Pan americanos de Guadalajara, e ainda treinou atletas como Mariana Ohata, Luiza Baptista, Virgilio de Castilho entre outros. Cali destacou-se por ser o primeiro técnico da história do triathlon a comandar atletas nas três maiores competições multi esportes do mundo, Olimpíadas, Jogos Pan Americanos e Asian Games, sendo o primeiro técnico parceiro da metodologia Trisutto do renomado técnico Brett Sutton. 
Cali foi técnico brasileiro de triathlon em quatro olimpíadas, Sydney 2000, Atenas 2004, Pequim 2008 e Londres 2012, e desde de 2018 treina a equipe olímpica da Indonésia.